# Олександр Жабчинський
Александер Божидар Жабчинський (пол. Aleksander Bożydar Żabczyński; 24 липня 1900 — 31 травня 1958) — польський актор театру і кіно, кінозірка міжвоєнного періоду.

## Біографія
Син Олександра Жабчинського, польського воєначальника, дивізійного генерала Війська Польського. У 1921 році закінчив артилерійське училище і вступив до Варшавського університету. Під час навчання захопився театром, грав у самодіяльності.
У 1924—1927 — артист Польського і Національного театрів у Варшаві, пізніше виступав в колективах театрів Львова, Познані, Лодзі, грав в ревю і оперетах .
На початку Другої світової війни його призвали до армії. Учасник Вересневої кампанії. Після її завершення опинився в Румунії, інтернований до Угорщини, втік з табору до Франції, де вступив до лав польської армії за кордоном. Учасник французької кампанії 1940 року.
Після поразки опинився в Англії. У 1942 році направлений на Близький Схід в Єгипет. У чині капітана взяв участь в боях за Італію, отримав поранення в боях при Монте Кассіно. Нагороджений хрестом Хоробрих.
У 1946 — співробітник польського Червоного Хреста в Зальцбурзі. У 1947 повернувся на батьківщину. Грав в театрі, виступав на радіо, записував пісні.
Помер 1958 року від серцевого нападу. Похований у Варшаві на цвинтарі Військові Повонзки.

## Вибрана фільмографія
У 1926 дебютував в кіно. Амплуа — герой-коханець. Знявся в близько 30 фільмах.
- 1930 — Янко-музикант — Заруба, поміщик
- 1931 — Жінка, яка сміється — Фарр, адвокат
- 1934 — Дочка генерала Панкратова — ад'ютант
- 1935 — Борошно з спецвагона — Адам Ольшевич, польський промисловець
- 1935 — Любовні маневри — поручик Ніко, граф Кванті
- 1936 — Адо! Це ж незручно! — Фред, син графа
- 1936 — Ядзя — Ян Окша
- 1936 — Таємниця міс Брінкс — Генрік Малевич
- 1937 — Пані міністр танцює — граф Себастьян Марія Раймунд де Сантіс
- 1938 — Забута мелодія — Стефан Франкевич
- 1938 — Жінки над прірвою — Клуг, директор мюзик-холу
- 1939 — Білий негр — Зигмунд, наречений Ядвіги
- 1939 — Спортсмен мимоволі — Єжи П'ятниця, хокеїст

## Нагороди
- Хрест Хоробрих
- Золотий Хрест Заслуги (Польща)